# 에누마 아누 엔릴
에누마 아누 엔릴(Enuma Anu Enlil, EAE, 축어적 번역: 아누와 엔릴이 ~ 할 때, 의미적 번역: 아누와 엔릴의 날에)는 바빌로니아의 점성술을 다루고 있는 주요한 68개 또는 70개의 일련의 평판이다. 이 작품의 대부분은 6500년과 7000년 사이에 성립된 실질적인 징조의 모음으로, 왕과 국가에 관련된 측면에서 방대하고 다양한 천체적 기상적 현상에 대한 해석이 수록되어 있다.:78

## 개요
에누마 아누 엔릴은 신아시리아 왕이 그의 측근 학자들에게 받은 규칙적인 점성학적 보고에 사용된 전조의 주된 근거이다. 아시리아의 국가 기록보관소의 제8권으로 출판된 500 건 이상의 보고문이 있다. 그 보고문의 대부분은 그 당시의 새로운 천체적 사건들을 최선으로 묘사하고 많은 것들이 왕에게 유익한 징조의 해석을 지향하는 간략한 부연 설명이 첨가된 유의미한 징조가 그대로 수록되어 있다.
국가 기록 보관소의 제8권에서 비롯된 10번 보고문은 그 달의 첫째날에 달의 첫 번째 출현을 다루는 보고문의 전형적인 예가 된다.:
첫째날에 달이 보이게 되면, (확실한 어조로) 국토에는 행복이 가득 찰 것입니다.

그 날에 낮의 길이가 보통이라면, 오랜 치세를 의미합니다.

그 모습을 드러낸 달이 왕관을 쓰고 있다면, 왕께서는 가장 높은 지위에 오를 것입니다.

이상 이사르-우무-에레스가 보고드렸습니다.:10

그것들의 총서는 아마도 카시트 시대(서력기원전 1595~1157년) 동안에 표준 형식으로 편찬된 듯 하지만, 구바빌로니아 시대(서력기원전 1950~1595년)에 사용된 에누마 아누 엔릴의 기본형의 일부임에는 확실하다. 그것은 제1천년기까지 적절한 사용을 이어갔는데, 연대를 추정할 수 있는 가장 늦은 사본은 서력기원전 194년에 작성된 것이다. 먼저의 49개의 평판이 서력기원전 4 또는 3 세기에 인도로 전해진 것으로 인정되며, 항성을 다루고 있는 마지막 평판 또한 기독교 시대 바로 전에 인도에 도달한 것으로 인정된다.

## 내용
총서는 아직 완전히 재현되지 않았고 많은 낙질이 여전히 분명하다. 그러한 문제는 같은 평판의 사본들이 그 내용이 서로 다르거나 다르게 구성되었다는 사실과 일부 학자들이 고대 근동의 다른 지역에서 사용된 한 문헌에 대한 다섯 개의 다른 교정본이 있다고 인정하는 사실에 의해 복잡하게 되었다.:76–82
에누마 아누 엔릴의 주제는 먼저 달의 움직임과 다음은 태양의 현상을, 뒤이어서 날씨의 활동을 그리고 마지막으로 여러 행성과 항성의 움직임을 알리는 방식으로 전개된다.
최초의 13개의 평판은 매월마다 다른 달의 첫 번째 출현과 그것의 행성과 항성에 대한 관계 그리고 달무리와 달의 왕관과 같은 현상을 다루고 있다. 위에서 인용된 것과 같은 단편에서 비롯하는 전조는 모든 전집에서 가장 빈번하게 사용된다. 그러한 단편은 달의 가시도를 예측하기 위한 기초수학적 구조를 상술한 제14번째 평판의 형식으로 진행된다.
15번째부터 12번째의 평판은 월식에 전념한다. 그것은 지방과 도시에 영향을 미친다고 믿었던 식을 예측하기 위한 날짜와 야간의 시간 그리고 달의 네 가지 위상과 같은 것을 기호화하는 많은 형식을 사용한다.
23번째부터 29번째의 평판은 태양의 출현과 그것의 색상, 무늬 그리고 그것이 떠오를 때의 뭉게구름과 먹구름과의 관계를 다룬다. 일식에 대해서는 30번째부터 39번째의 평판에서 탐구한다.
40번째부터 49번째 평판은 기상 현상과 지진을 우려하며, 천둥의 존재에 관해서 특히 주의한다.
마지막 20개의 평판은 항성과 행성에 전념한다. 특히 그 평판들은 행성의 이름이 항성과 별자리의 이름으로 대체되는 한 가지 암호화 방식을 사용한다.

## 총서의 출판
현재까지 현대 영어판으로 출판된 것들은 총서의 절반도 안된다. 월식의 평판(15~22번째 평판)은 1989년에 F. 록버그-홀튼에 의해 바빌로니의 천체 점술의 양상(Aspects of Babylonian Celestial Divination)에서 번역 및 음역 되었다. 태양의 전조(23~29번째 평판)은 1995년 W. 반 솔트 편집의 에누마 아누 엔릴의 태양의 전조(The Solar Omens of Enuma Anu Enlil)로 나타났다. 그리고, 행성과 관련된 여러 평판이 E. 레이너와 H. 헝거에 의해 바빌로니아의 행성의 전조(Babylonian Planetary Omens) 제1~4권의 제목으로 출판되어오고 있다. 처음 부분의 달의 전조(1~6번째 평판)는 이탈리아에서 L. 베르데라메에 의해 점성술 총서 1~6번째 평판(Le tavole I–VI della serie astrologica Enuma Anu Enlil)으로 출판되어오고 있다.

## 같이 보기
- 바빌로니아 점성술
- 바빌로니아 항성 일람표
- 물.아핀